# Kopiec Pułaskiego
Kopiec Pułaskiego – pomnik i kopiec postawiony na cześć gen. Kazimierza Pułaskiego w 150. rocznicę jego śmierci oraz konfederatów barskich w 1926 roku w Krynicy.
Kopiec znajduje się przy szosie prowadzącej z centrum Krynicy-Zdroju do Tylicza, w Parku Pułaskiego, wpisanym do rejestru zabytków. Pomysłodawcą był dr Franciszek Jan Kmietowicz. Pomnik na kopcu ma kształt graniastosłupa z orłem wznoszącym się do lotu. Wysokość kopca wynosi 7,20 m.
Został zniszczony w okresie II wojny światowej i ponownie odbudowany w 1969 roku dzięki Kołu Polskiego Związku Filatelistów w Krynicy. Obecnie na terenie prywatnym - niedostępny.